# Fused deposition modeling
Fused deposition modeling, of FDM, is een rapid prototyping-techniek waarbij laag na laag materiaal aan elkaar wordt gesmolten.

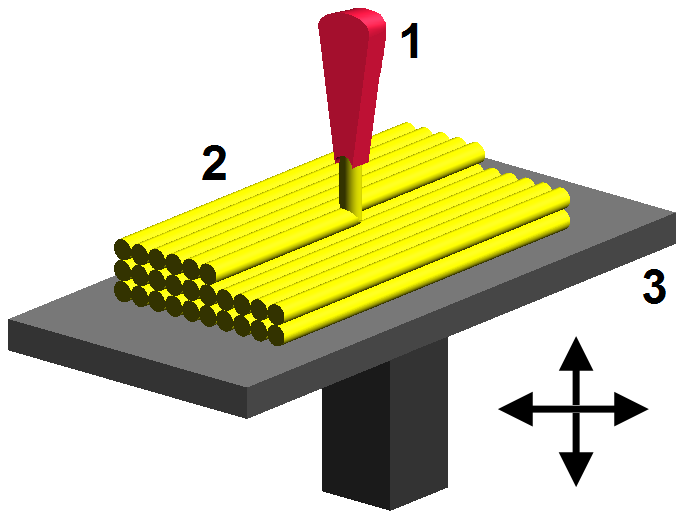
Fused deposition modeling: 1 – Opbrengen (Injectie) van gesmolten materiaal, 2 – Vorm in opbouw. 3 – Beweegbaar platform

## Proces
Het te printen materiaal (meestal een kunststof) wordt gesmolten en door middel van een spuitmond-extruder (1) op een platform (3) aangebracht. Door de extruder en/of het platform gericht te bewegen wordt de gewenste vorm (2), laag voor laag, opgebracht. Doordat het vloeibare materiaal na het aanbrengen van iedere laag stolt, kan zo de gewenste vorm opgebouwd worden.
Om eventuele ondersteuning aan te kunnen brengen wordt er bij sommige professionelere 3D printers gewerkt met een tweede spuitmond-extruder. Het ondersteuningsmateriaal is echter een ander materiaal dat wel plakt maar niet hecht aan het product. Deze techniek geeft een nauwkeuriger resultaat dan weg te breken/knippen ondersteuning.
De uitgangsbasis voor het FDM-proces is het STL-bestand. Dit 3D-model wordt met behulp van software vertaald in sturingcommando’s voor de machine.

## Voordeel
Het voordeel van het FDM-proces voor het maken van een prototype, is dat het gebruikmaakt van dezelfde thermoplasten die later ook toegepast worden in een serieproductie. Hierdoor heeft het prototype deels dezelfde fysische eigenschappen als het uiteindelijke serieproduct. Producten die FDM-geprint zijn, zijn echter niet isotroop; in de Z richting zijn FDM-geprinte producten een stuk minder sterk dan een vergelijkbaar serieproduct.

## Nadeel
Vooralsnog is FDM een relatief duur proces. Gezien de stormachtige ontwikkelingen op het gebied van rapid prototyping-processen is de verwachting dat in de nabije toekomst de kosten aanzienlijk zullen dalen. Hierdoor kan FDM voor thermoplasten een volwaardige productietechniek worden.

## Toepassing
FDM wordt toegepast bij het produceren van prototypen en kleine productieaantallen.
In principe kan elke thermoplast worden toegepast. De meest toegepaste materialen zijn ABS, PLA en PC.
De onderlinge laagdikte is afhankelijk van de toepassing en bedraagt 0,02 tot 1,25 mm. De minimale wanddikte is 0,2 mm.

## Geschiedenis
FDM is ontwikkeld in 1980 door S. Scott Crump en door de firma Stratasys vercommercialiseerd.

## Referentie
1. ↑  Jo van der Put, Moderne Industriële Productie, ISBN 978-90-430-1591-2
2. ↑  Wilfried König, Fritz Klocke: Fertigungsverfahren 3, Abtragen und Generieren. Springer-Verlag: Berlin, Heidelberg 1997, ISBN 3-540-63201-8, S. 240